# ユーロビジョン・ソング・コンテスト1970
ユーロビジョン・ソング・コンテスト1970こと第15回ユーロビジョン・ソング・コンテスト(オランダ語表記:Eurovisiesongfestival 1970)は、1970年3月21日（土曜日）にオランダ・アムステルダムのアムステルダムRAIコングレストリウム（交通産業展示会議場）で行われた。製作オランダ放送協会、放送時間：1時間13分。

指揮者は、ドルフ・ヴァン・デル・リンデンがオランダを担当。フランス担当のフランク・プゥルセルは通算11回目、そして、ルクセンブルク担当のレイモン・ルフェーブルは7年ぶりの登板で通算5回目となった(1960-63年はモナコを担当していた)。

## オランダでの開催経緯とボイコット騒動
前年の優勝国が開催国という決まりだが、前年の大会では、4ヶ国が優勝したため、開催国の決定に当たっては、投票が実施され、その結果、オランダに決定した。
しかし、納得のいかなかった4ヶ国(ポルトガル、フィンランド 、ノルウェー 、スウェーデン)は、ボイコットのため欠場することになった。ポルトガルは代表歌手が決定していたにもかかわらず、直前になってのキャンセルだった。
尚、スペインでの開催そのものに反対していたオーストリアは、2年連続の不参加となった。
この異常事態を受けて、以降同点優勝が複数以上発生した場合、該当する代表が再度歌った上で、決選投票を行うという規則が追加された。

## 参加国及び放送ネットワーク
5ヶ国の不出場により、12ヶ国に減少。
| - (15) オランダ放送協会 (オランダ1TV) - (6) アイルランド放送協会 (TV,ラジオ) - (10) テレビシオン・エスパニョーラ1 ・RNEスペイン国営ラジオ - (10) JRT ユーゴスラビア放送協会 (RTVベオグラード,RTVザグレブ,RTVリュブリャナ) - (12) TMC テレ・モンテカルロ - (13) 英国放送協会 (TV1,ラジオ1,BFBS英国軍放送ラジオ) | - (14) CLTテレ・ルクセンブルク+RTLラジオ - (15) イタリア放送協会 TV2 - (15) ドイツ公共放送連盟 (ドイツTV1,DLFドイツ放送ラジオ,バイエルン放送ラジオ2) - (15) ベルギー放送 BRT蘭語放送(TV,ラジオ1),RTB仏語放送(TV,ラジオ1) - (15) ORTFフランス国営放送 TV2 - (15) スイス放送協会 (tsr仏語放送TV,DSR独語放送TV,TSI伊語放送TV) |

( )内数字は参加回数
以下は不参加ながら、中継放送を実施した。
- RTP ポルトガル国営放送　・NRK ノルウェー放送協会　・ORF オーストリア放送協会

インタービジョン経由東欧諸国。
衛星中継
- EIRT ギリシャ国営放送
- アイスランド
- イスラエル
- ERTT ラジオ&テレビ・チュニジア協会
- レーデ・トゥピ（ブラジル）
- チャンネル13 (チリ)

※フィンランドとスウェーデンは放送も実施しなかった。

## 新たな演出
番組作り面では新しい手法が取り入れられた。
各国代表の歌の前に、ショート・フィルムが挿入され、国や歌手等が紹介されるようになった。
このため、プレゼンターは、最初の挨拶と、投票の時以外に出番はなくなった。

## 投票方式
前年同様。各国の審査員は各10名。自国内で中継放送を鑑賞の上、1人1票ずつ投票。
各国の放送局は、投票数を取りまとめて会場に電話連絡。スコアボードに加算されていった。

## 結果
優勝はアイルランドのダナ「若葉の季節」。序盤戦ではイギリスのメリー・ホプキンと同点だったが、ベルギーがアイルランドに9票入れたことにより、圧勝となった。初優勝のダナは帰国時に空港のロビーで沢山の市民に出迎えられた。

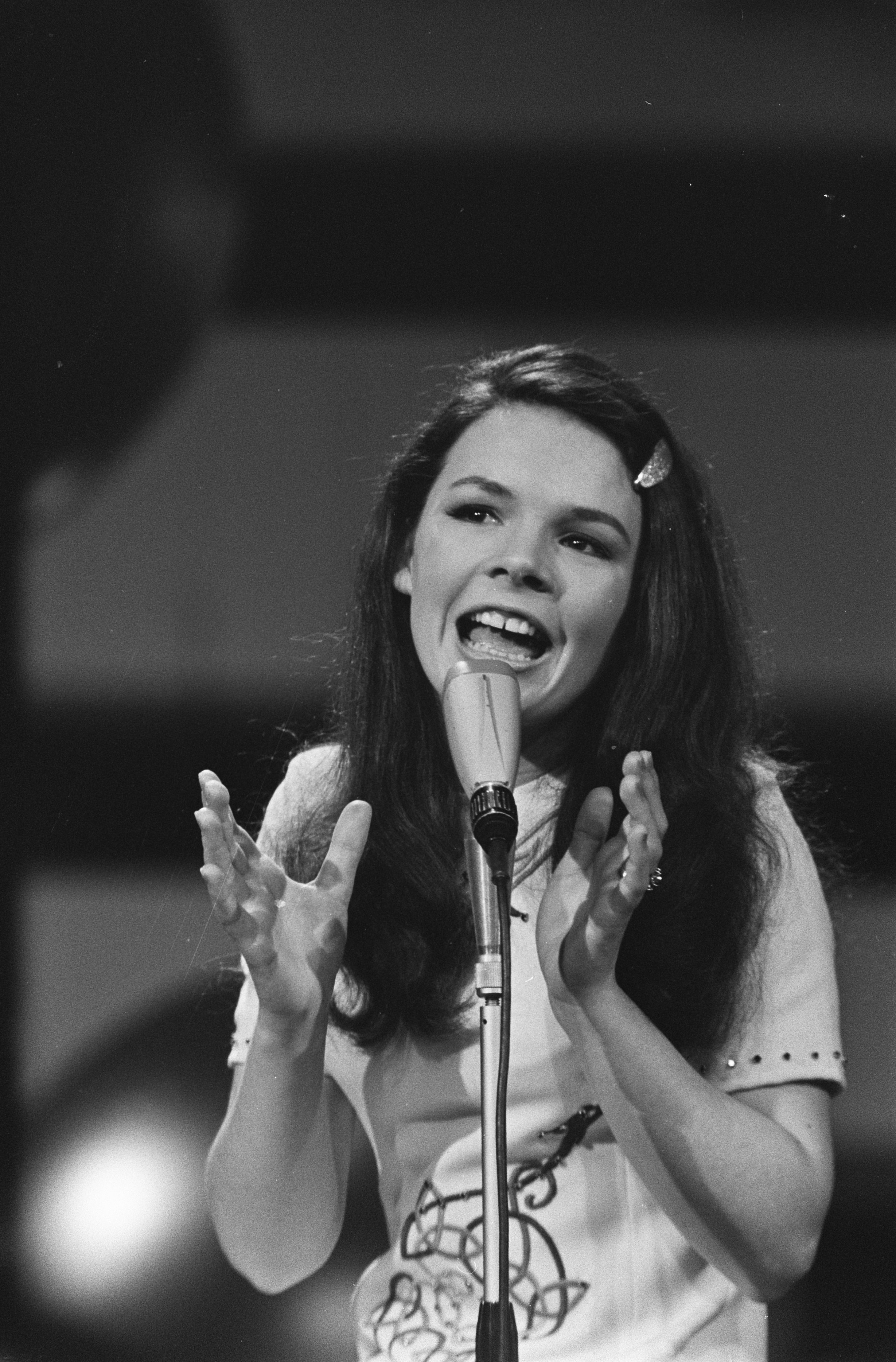
ダナ・ローズマリー・スカロン

| 登場順 | 国名           | 言語         | アーティスト名                                                  | 曲目 (en:英題)                            | 順位 | 得点 |
| ------ | -------------- | ------------ | --------------------------------------------------------------- | ----------------------------------------- | ---- | ---- |
| 01     | オランダ       | オランダ語   | Hearts of Soul ハート・オブ・ソウル                             | Waterman                                  | 7    | 7    |
| 02     | スイス         | フランス語   | Henri Dès アンリ・デス                                          | Retour (en:Return)                        | 4    | 8    |
| 03     | イタリア       | イタリア語   | Gianni Morandi ジャンニ・モランディ                             | Occhi di ragazza                          | 8    | 5    |
| 04     | ユーゴスラビア | スロベニア語 | Eva Sršen エヴァ・スルシェン                                    | Pridi, dala ti bom cvet                   | 11   | 4    |
| 05     | ベルギー       | フランス語   | Jean Vallée ジャン・ヴァレ                                      | Viens l'oublier                           | 8    | 5    |
| 06     | フランス       | フランス語   | Guy Bonnet ギイ・ボネ                                           | Marie-Blanche                             | 4    | 8    |
| 07     | イギリス       | 英語         | Mary Hopkin メリー・ホプキン                                    | Knock, Knock Who's There? しあわせの扉    | 2    | 26   |
| 08     | ルクセンブルク | フランス語   | David Alexandre Winter ダヴィッド・アレクサンドレ・ヴィィンター | Je suis tombé du ciel(en:Falling in love) | 12   | 0    |
| 09     | スペイン       | スペイン語   | Julio Iglesias フリオ・イグレシアス                             | Gwendolyne                                | 4    | 8    |
| 10     | モナコ         | フランス語   | Dominique Dussault ドミニク・ドゥッソウ                         | Marlène                                   | 8    | 5    |
| 11     | 西ドイツ       | ドイツ語     | Katja Ebstein カーチャ・エプシュタイン                          | Wunder gibt es immer wieder 愛のおとずれ  | 3    | 12   |
| 12     | アイルランド   | 英語         | Dana ダナ                                                       | All Kinds of Everything 若葉の季節        | 1    | 32   |

### 得点表
|          |                | 審査員   |             |                      |             |             |             |                      |             |          |             |                   |   |   |
| 合 計    | オ ラ ン ダ    | ス イ ス | イ タ リ ア | ユ 丨 ゴ ス ラ ビ ア | ベ ル ギ 丨 | フ ラ ン ス | イ ギ リ ス | ル ク セ ン ブ ル ク | ス ペ イ ン | モ ナ コ | 西 ド イ ツ | ア イ ル ラ ン ド |   |   |
| 出 場 者 | オランダ       | 7        |             |                      | 3           | 3           |             |                      | 1           |          |             |                   |   |   |
| 出 場 者 | スイス         | 8        | 2           |                      |             |             |             | 2                    | 1           |          |             |                   | 2 | 1 |
| 出 場 者 | イタリア       | 5        |             |                      |             | 1           |             |                      |             |          | 2           |                   | 2 |   |
| 出 場 者 | ユーゴスラビア | 4        |             |                      |             |             |             |                      | 4           |          |             |                   |   |   |
| 出 場 者 | ベルギー       | 5        |             |                      |             |             |             | 3                    |             | 1        |             |                   |   | 1 |
| 出 場 者 | フランス       | 8        |             |                      | 1           | 2           |             |                      |             |          |             | 2                 |   | 3 |
| 出 場 者 | イギリス       | 26       | 3           | 2                    | 2           | 4           |             | 2                    |             | 2        |             | 4                 | 4 | 3 |
| 出 場 者 | ルクセンブルク | 0        |             |                      |             |             |             |                      |             |          |             |                   |   |   |
| 出 場 者 | スペイン       | 8        |             |                      | 3           |             |             |                      |             | 2        |             | 3                 |   |   |
| 出 場 者 | モナコ         | 5        |             | 1                    |             |             | 1           | 2                    |             |          | 1           |                   |   |   |
| 出 場 者 | 西ドイツ       | 12       |             | 1                    | 1           |             |             |                      |             | 3        | 4           | 1                 |   | 2 |
| 出 場 者 | アイルランド   | 32       | 5           | 6                    |             |             | 9           | 1                    | 4           | 2        | 3           |                   | 2 |   |

## 歌詞
各曲の歌詞については以下を参照のこと

Diggiloo Thrush